# (926) Imhilde
(926) Imhilde – planetoida z pasa głównego asteroid okrążająca Słońce w ciągu 5 lat i 55 dni w średniej odległości 2,98 au. Została odkryta 15 lutego 1920 roku w Landessternwarte Heidelberg-Königstuhl w Heidelbergu przez Karla Reinmutha. Nazwa pochodzi od imienia żeńskiego. Przed nadaniem nazwy planetoida nosiła oznaczenie tymczasowe (926) 1920 GN.